# Polycarpaea tenuis
Polycarpaea tenuis es una especie de fanerógama perteneciente a la familia de las cariofiláceas.

## Descripción
Es una planta con sus hojas pubescentes. Se diferencia porque estas son lineares o subespatuladas, aristadas y  blanco-plateadas y por sus flores dispuestas en inflorescencias densas. 

## Distribución
Es un endemismo de las Islas Canarias en Tenerife y La Palma.

## Taxonomía
Polycarpaea tenuis fue descrita por Webb ex Christ y publicado en Bot. Jahrb. Syst. 9: 103 1888.
Etimología
Polycarpaea: nombre genérico que procede del griego polys y karpos, y significa "abundante fructificación".
tenuis: epíteto latino que significa delgado, frágil, delicado.